# Jean Schmidt

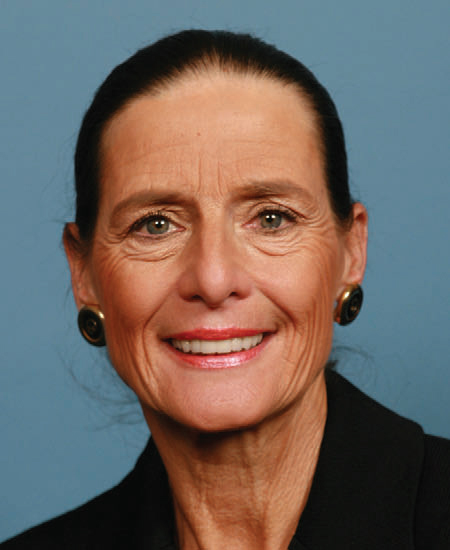
Jean Schmidt

Jeannette Marie Hoffman „Jean“ Schmidt (* 29. November 1951 in Cincinnati, Ohio) ist eine US-amerikanische Politikerin der Republikanischen Partei. Von 2005 bis 2013 war sie Mitglied des Repräsentantenhauses der Vereinigten Staaten für den 2. Kongressdistrikt des Bundesstaates Ohio.

## Biografie
Jean Schmidt wurde als eines von vier Kindern von Augustus und Jeannette Hoffman in Cincinnati geboren. Sie hat eine Zwillingsschwester, Jean Black. Ihr Vater war als Banker tätig. Später war er bei einem Autorennstall tätig, der auch an der Indianapolis 500 teilnahm. 1974 schloss sie an der University of Cincinnati mit einem Bachelor of Arts in Politikwissenschaften ab. Daraufhin war sie in der Bank tätig, in der auch ihr Vater arbeitete. Bei der Republican National Convention 1984 war sie eine der Delegierten aus Ohio. Sie war ebenfalls als Fitnesstrainerin und Lehrerin tätig. Bis zum Tod ihrer Mutter 1990 pflegte sie diese. 
Schmidt begann ihre politische Karriere in verschiedenen kommunalen Gremien. 2000 wurde sie ins Repräsentantenhaus von Ohio gewählt. 2004 wollte sie als Senatorin in den Senat von Ohio einziehen, dies gelang ihr nicht. Stattdessen wurde sie als Nachfolgerin von Rob Portman in einer Special-Election ins US-Repräsentantenhaus gewählt. Portman wechselte als Handelsvertreter in das Kabinett von George W. Bush. Ihr Amt trat sie am 6. September 2005 an. Sie ist Mitglied im Committee on Agriculture, im Committee on Foreign Affairs und im Committee on Transportation and Infrastructure. Schmidt konnte ihren Sitz bei den nachfolgenden Wahlen verteidigen. Im März 2012 jedoch unterlag sie bei der Primary ihrer Partei überraschend dem politisch unerfahrenen Arzt Brad Wenstrup, der von Tea-Party-Gruppierungen unterstützt wurde.
Mit ihrem Mann Peter lebt die gläubige Katholikin in Loveland. Beide haben eine Tochter.